# Haďač
Haďač (ukrajinsky Гадяч) je město v Poltavské oblasti na Ukrajině. Leží při ústí Hrunu do Pselu blízko severní hranice oblasti. V roce 2006 v něm žilo přes třiadvacet tisíc obyvatel.

## Dějiny
První zmínka o Haďači je z roku 1634 z doby Republiky obou národů. Na začátku kozáckého povstání Bohdana Chmelnického bylo v roce 1648 součástí kozáckého státu.
Koncem 19. století v roce 1897 byla většina (72,85 %) z 7721 obyvatel Ukrajinci, ale byla zde i výrazná židovská menšina (24,01 %).

## Osobnosti
- Mychajlo Drahomanov (1841–1895), ukrajinský politický teoretik, ekonom, historik, filozof a etnograf
- Olena Pčilka (1849–1930), ukrajinská nakladatelka, spisovatelka, novinářka, etnografka, tlumočnice a občanská aktivistka